# Paulo de Olisipo
Paulo de Lisboa o Paulus Olisiponensis fue un obispo católico de Lisboa, en el reino visigodo de Toledo, a finales del VI.
La única mención existente en la historia acerca de este prelado es su asistencia al III Concilio de Toledo celebrado el año 589 en presencia del rey Recaredo, en cuyas actas firmó por orden de antigüedad en la sede en decimoséptimo lugar antecediendo a otros cuarenta y cinco obispos, lo que hace suponer que fue consagrado varios años antes, hacia el 580.